# Casa-Museu Modernista de Novelda
La Casa-Museu Modernista de Novelda està situada al carrer Major número 24 de Novelda (Vinalopó Mitjà), País Valencià. És un museu-edifici d'estil modernista valencià construït l'any 1903, que va ser projectat per l'arquitecte Pedro Cerdán.
L'edifici conegut com a casa Navarro o casa de la Pitxotxa alberga en el seu interior un museu de mobles i objectes modernistes. Va ser construït a instàncies d'Antonia Navarro Mira en 1900, per a la seua residència particular. És obra de l'arquitecte murcià Pedro Cerdán, que la va finalitzar l'any 1903.
La seua conservació és òptima i està profusament decorada en estil modernista valencià. L'edifici consta de planta baixa i dues altures. En la seua façana destaquen la forja en ferro en les balconades i finestrals. En el seu interior destaca una singular escala modernista i un pati interior amb columnes.
L'edifici va ser utilitzat com a residència familiar fins a l'any 1936. Durant la guerra civil espanyola va albergar la caserna dels comandaments italians i en la postguerra, un col·legi. En 1975 va ser adquirit per la Caixa d'Estalvis de Novelda i en 1977 seria rehabilitat per la Caixa Mediterrani per a passar a convertir-se en museu. Actualment pertany a la Fundació Caixa Mediterrani.